# 加拉塔大橋

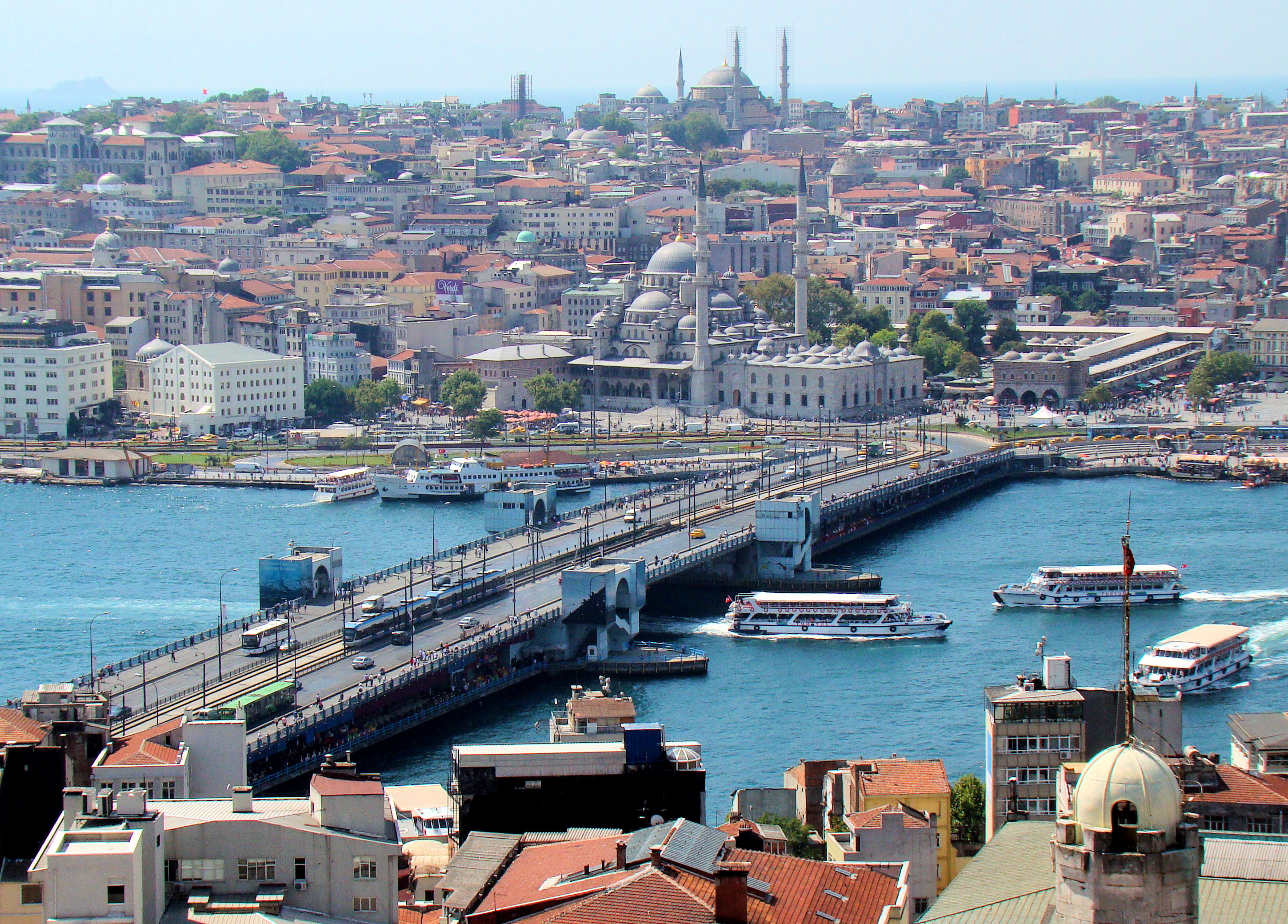
加拉塔大橋

加拉塔大橋（土耳其文：Galata Köprüsü、英文：Galata Bridge）位於土耳其伊斯坦堡，橫跨金角灣。自19世紀起，這座大橋經常出現於土耳其文學及藝術作品中。
現存的加拉塔大橋是歷史上的第五條，於1994年建成。大橋全長490米，中間可以打開讓船隻通過。